# Antifilos
Antifilos var en græsk maler fra Ægypten; han levede på Alexander den Stores tid, samtidig med Apelles, med hvem han rivaliserede i berømmelse, men ikke nåede i kunstnerisk dybde. hans kunst karakteriseres ved lethed og behændighed i brug af de maleriske midler. Hans sujetter var yderst forskellige; han malede mytologiske og historiske billeder, portrætter, bl.a. af Alexander og Filippos, genrebilleder og karikaturer.